# Dreamland (The X-Files)
«Dreamland» se refiere al cuarto y quinto episodios de la sexta temporada de la serie de televisión de ciencia ficción The X-Files. La primera parte se emitió por primera vez el 29 de noviembre y la segunda parte se emitió el 6 de diciembre de 1998 en Fox en los Estados Unidos y Canadá. El episodio fue escrito por Vince Gilligan, John Shiban y Frank Spotnitz, y dirigido por Kim Manners («Dreamland») y Michael Watkins («Dreamland II»). Aunque se trata de un miembro de los Hombres de negro, el episodio está en gran medida desconectado de la mitología de The X-Files, y es una historia del «monstruo de la semana». La primera parte de «Dreamland» obtuvo una calificación Nielsen de 10,1, siendo vista por 17,48 millones de personas en su transmisión inicial; La segunda parte recibió una calificación de 10 y fue vista por 17,01 millones de personas. El episodio recibió críticas en su mayoría mixtas de los críticos, con muchas críticas sobre la dependencia en el humor del episodio.
El programa se centra en los agentes especiales del FBI Fox Mulder (David Duchovny) y Dana Scully (Gillian Anderson) que trabajan en casos relacionados con lo paranormal, llamados expedientes X. Mulder cree en lo paranormal, mientras que la escéptica Scully ha sido asignada para desacreditar su trabajo. En el episodio, Mulder y Scully visitan el Área 51. Pero cuando los agentes son testigos del vuelo de una nave misteriosa, Mulder y un miembro de los Hombres de negro intercambian cuerpos, sin que los demás lo sepan. En la segunda parte, Scully comienza a sospechar que el extraño comportamiento de su pareja es más de lo que parece, mientras que Mulder lucha para que su vida vuelva a la normalidad antes de que sea demasiado tarde.
«Dreamland» se convirtió en la primera historia no mitológica que se distribuye en dos episodios. Originalmente, los escritores del episodio contactaron a Garry Shandling para que interpretara el papel de Fletcher, pero no estaba disponible para filmar. Luego, Michael McKean fue elegido en su lugar. El episodio se destaca por una escena en la que Mulder-como-Fletcher se encuentra con su reflejo y procede a hacer el baile de la película de comedia de 1933 Duck Soup de los hermanos Marx. La escena requería que Duchovny y McKean sincronizaran perfectamente sus movimientos. Dreamland es uno de los nombres utilizados para las instalaciones del Área 51.

## Argumento

### Primera parte
Fox Mulder (David Duchovny) y Dana Scully (Gillian Anderson) visitan la instalación del Área 51 en Nevada después de recibir un aviso de una fuente interna sobre naves extraterrestres. Mientras conducen por la carretera, los agentes están rodeados de jeeps que transportan soldados dirigidos por un Hombre de negro llamado Morris Fletcher (Michael McKean). Se escucha un ruido retumbante mientras una nave misteriosa vuela por encima y una luz brillante del objeto pasa sobre ellos. Mulder y Fletcher descubren que sus mentes se han intercambiado en los cuerpos del otro, pero nadie más presente es consciente de esto. Fletcher y Scully se van, vigilados por los soldados.
Mulder regresa al Área 51 junto con otros dos Hombres de negro, Howard Grodin y Jeff Smoodge. Después de una llamada telefónica enojada de la esposa de Fletcher, Joanne, Mulder, todavía dentro del cuerpo de Fletcher, va a la casa de Fletcher. En lugar de dormir en el dormitorio, decide dormir abajo en un sillón y ver pornografía. Cuando Joanne lo despierta, murmura el nombre de Scully. Mientras se cambia de ropa, Mulder recibe una llamada de Smoodge, quien explica que los militares han inspeccionado los restos de la nave de la noche anterior y han encontrado a uno de los pilotos humanos fusionado con una roca pero aún con vida. Otro soldado, el Capitán Robert McDonough, había intercambiado cuerpos con una anciana Hopi, Lana Chee, como se desprende del comportamiento aberrante de McDonough.
Mulder llama a Scully y trata de explicarle que él es el verdadero Mulder. Scully no le cree y le pide a Fletcher, en el cuerpo de Mulder, que retome y escuche la conversación. Fletcher decide que deben informar de inmediato este incidente, lo que confunde aún más a Scully. Ella va al apartamento de Mulder (donde Fletcher tiene una cita con el asistente del subdirector Kersh) y le dice que rastrearon la llamada a un teléfono público cerca del Área 51; ella sospecha que es el informante de Mulder. Fletcher es indiferente a esta noticia y Scully le grita, sintiendo que su comportamiento es muy extraño y que su falta de preocupación por los expedientes X está completamente fuera de lugar.
Decidiendo investigar por su cuenta, Scully conduce a través del desierto hacia el Área 51. Se detiene en una estación de servicio incendiada y encuentra un centavo y una moneda de diez centavos fusionados. Más tarde, cuando Scully llega a la casa de Fletcher, Mulder trata desesperadamente de convencerla de que él es realmente Mulder. Scully se muestra escéptica y cree que cualquier información que Mulder describa podría obtenerse de otras formas. Mulder le dice a Scully que proporcionará pruebas, pero Fletcher, después de escuchar la conversación, llama a su antigua oficina haciéndose pasar por Mulder para informarles de la fuente de la filtración: Mulder haciéndose pasar por Fletcher. La policía militar llega a la hora acordada y Mulder es arrastrado, rogándole desesperadamente a Scully. Mulder pregunta si entregaría a un informante a las autoridades de esta manera mientras se lo llevan, y Scully empieza a darse cuenta de que podría estar diciendo la verdad.

### Segunda parte
Mientras Mulder, en el cuerpo de Fletcher, es arrastrado por los soldados, Scully comienza a cuestionar si su historia sobre el intercambio de cuerpos es cierta. Fletcher, en el cuerpo de Mulder, se acerca a Scully y se disculpa por decírselo a Kersh; ella finge aceptarlo. Después de ser reprendido, Fletcher organiza una cita para cenar con Scully en el apartamento de Mulder. Mientras tanto, Mulder está confinado en una celda junto a Lana Chee, que ha cambiado de opinión. La policía militar lleva a Mulder a una reunión con el general Wegman, Grodin y Smoodge, quienes creen que Mulder, posando como Fletcher, estaba tratando de defraudar al FBI, no ayudarlos. Mulder fanfarronea durante la reunión, afirmando que la prueba real es segura y que no les contó sobre el plan porque no sabía si podía confiar en sus colegas, pensando que cualquiera de ellos podría ser la fuente de la filtración. Mulder regresa a la casa de Fletcher y le dice a Joanne que él es el agente Fox Mulder, pero Joanne cree que su esposo debe estar pasando por una crisis de la mediana edad.
En el departamento de Mulder, Scully le revela a Fletcher-Mulder que ella captó lo del intercambio de cuerpos, exigiendo saber cómo restaurar a Mulder a su propio cuerpo. El informante de Mulder vuelve a llamar y Scully obliga a Fletcher a programar una reunión. Mulder, Joanne, Fletcher y Scully llegan a un bar en Rachel, Nevada, donde se revela que el informante es el general Wegman. Wegman admite que saboteó el ovni, pero sostiene que solo trató de desactivar el módulo sigiloso para que Mulder pudiera verlo. Wegman le da a Fletcher, quien cree que es Mulder, una grabadora de datos de vuelo en una bolsa de papel. Mientras tanto, Mulder se va y habla con Scully en el auto. Más tarde, Mulder y Fletcher se encuentran en el baño del bar y discuten sobre la grabadora de datos de vuelo. Mientras discuten, Wegman entra al baño y los descubre a los dos. Mulder se reúne con Wegman para hablar sobre el ovni. Wegman cree que ahora que Fletcher conoce la identidad de Wegman, cuando sea restaurado a su propio cuerpo, Fletcher lo entregará. Wegman explica que esperaba que Mulder pudiera explicar si los extraterrestres realmente existen; al parecer, las naves simplemente se entregan a los militares sin saber de dónde son ni cómo funcionan.
Después del fiasco en el bar, Mulder y Scully se encuentran. Ella le dice con tristeza a Mulder que no cree que él y Fletcher puedan regresar a sus propios cuerpos. Sin embargo, poco después, la deformación causada por la nave extraterrestre comienza a revertirse y reparar el orden natural del universo. Grodin, al darse cuenta de que todo se arreglará de forma natural, reúne a Lana Chee y al Capitán McDonough. Scully y Fletcher llegan a la casa de Fletcher y ven a Mulder junto al camión de mudanzas. Joanne reprende a Mulder por Scully, pero él insiste en que él y Fletcher han intercambiado cuerpos. Fletcher va a ayudar a Joanne a mover una silla y confiesa que Mulder está diciendo la verdad, diciéndole suficientes detalles sobre su pasado para convencerla de que él es Fletcher. Smoodge y un grupo de soldados aparecen en la casa y detienen a Mulder, Fletcher,
Grodin le explica al grupo que está restaurando todo y que invirtió el intercambio de cuerpos entre Chee y McDonough. La disformidad pasa sobre ellos y se reescriben los últimos días. Mulder y Fletcher recuperan sus propios cuerpos y regresan al momento en que las tropas de Fletcher los detuvieron en la carretera. Esta vez, ninguna nave pasa por encima y los agentes se van sin incidentes. Luego, Scully llama desde la sede del FBI para decirle a Mulder que se escaparon de la reprimenda de Kersh por ir a Nevada. Scully abre el cajón de su escritorio para colocar un archivo dentro y encuentra el centavo y la moneda de diez centavos que se fusionaron del evento en la estación de servicio, lo que indica que si bien algunas cosas se han invertido, no todo lo ha hecho. Mulder entra a su apartamento y descubre que Fletcher lo ha reorganizado y limpiado por completo. Los agentes quedan desconcertados sobre sus recuerdos de los eventos.

## Producción

### Reparto

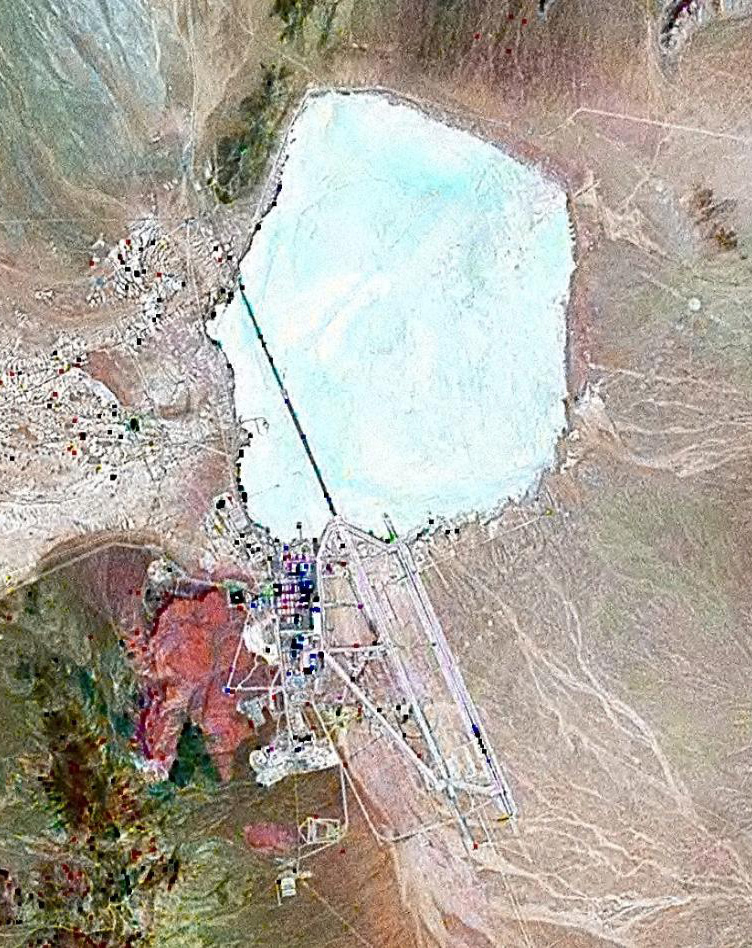
Gran parte de la acción tiene lugar en el Área 51, una base militar frecuentemente objeto de teorías de conspiración.

Garry Shandling fue inicialmente buscado para interpretar el papel de Fletcher. Sin embargo, no estaba disponible porque estaba filmando la película Town and Country, pero luego aparecería en el episodio de la séptima temporada «Hollywood A.D.», interpretando una versión ficticia de sí mismo. El personal de producción comenzó a buscar un reemplazo, revisando, como dijo el director de casting del programa, Rick Millikan, «listas y listas» de posibles actores. Vince Gilligan señaló, sin embargo, que McKean estaba «en lo más alto de nuestra lista desde el principio». McKean estaba muy feliz de interpretar el papel, aunque les pidió específicamente a los escritores que no mataran a su personaje.
Julia Vera fue elegida para el papel de Lana Chee, la mujer Hopi cuya mente cambia con la de un joven piloto de la fuerza aérea. Para envejecerla, Vera usaba maquillaje y aparatos faciales especiales; También se fabricaron lentes de contacto especiales, lo que le dio a sus ojos un aspecto nublado. La escena en la que arroja una colilla de cigarrillo al regazo de Mulder tomó cinco tomas porque los lentes obstruían su visión.

### Rodaje
La producción de «Dreamland» requirió que la serie se trasladara temporalmente al «Club Ed», un rancho cinematográfico cerca de Lancaster, California. Debido a que Club Ed estaba a casi 100 millas de Fox Studios, la mayoría del equipo del programa tuvo que acampar en moteles ubicados en el desierto. Debido a que este lugar de filmación estaba fuera de la zona de estudios de Los Ángeles, Fox debía pagar a todos los actores y miembros del personal de producción un viático que cubriera el costo de las comidas y las reservas de motel, lo que generó restricciones presupuestarias. A la mitad de la producción del episodio, se informó que Duchovny dijo: «¿Cuándo regresará este programa a Los Ángeles?». En cuestión de días, el equipo había hecho camisetas que mostraban la pregunta con humor.
Muchas de las ubicaciones del episodio se crearon desde cero, ya sea por medios convencionales o mediante tecnología informática. Por ejemplo, la estación de gasolina que explota fue erigida por el departamento de utilería en las afueras de Lancaster y equipada con bombas de gasolina de una estación que había cerrado recientemente. Luego, la tienda se cargó con mercadería y luego se preparó para la detonación. Después de que se destruyó el set y cesó la filmación, los restos se retiraron rápidamente. Según el decorador de escenarios Duke Tomasick: «Era como si todo el asunto nunca hubiera existido». El área 51, los aviones del gobierno y la nave extraterrestre fueron creados con tecnología CGI por el productor de efectos visuales Bill Millar. Originalmente, el efecto de distorsión del tiempo se parecía a una «hoja azul», según el productor John Shiban, sin el efecto de desenfoque visible en el episodio terminado. En algún momento, el equipo de producción sintió que este efecto no era efectivo, por lo que el metraje se desdibujó para crear un efecto de «transferencia molecular» más convincente.
Otros lugares eran reales o se filmaron con el uso de suplentes. La puerta del set del Área 51, por ejemplo, fue filmada en un desolado tramo de valla cerca de la división del condado de Los Ángeles/San Bernardino. Posteriormente, la escena se complementó con una pintura mate para completar el efecto. Aunque realmente hay un café Little A'Le'Inn en Rachel, Nevada, a lo largo de la ruta 375, ni el exterior ni el interior de este lugar se presentó en el episodio.

### Coreografía
La escena en la que Mulder posando como Fletcher se encuentra con su reflejo y procede a bailar es un homenaje a la película de comedia Duck Soup (1933) de los hermanos Marx. Inicialmente, los productores pensaron en crear la escena con costosos efectos digitales. Sin embargo, Duchovny y McKean se ofrecieron como voluntarios para hacerlo a la «manera antigua» coreografiando sus movimientos para que estuvieran sincronizados. Duchovny y McKean vieron Duck Soup y luego practicaron su rutina durante una semana y media. Durante el rodaje, se utilizó un metrónomo para que los dos actores pudieran llevar el tiempo entre sí; este tictac luego se eliminó durante la posproducción. El efecto fue amplificado por un conjunto único que en realidad eran dos habitaciones, ambas imágenes especulares entre sí. La única parte de este baile que requirió CGI fue cuando Mulder empaña el espejo con su aliento.

## Recepción

### Audiencia
«Dreamland» se emitió por primera vez en los Estados Unidos el 29 de noviembre y «Dreamland II» se emitió el 6 de diciembre de 1998. La primera parte del episodio obtuvo una calificación Nielsen de 10,1, con una participación de 15, lo que significa que aproximadamente 10,1 por ciento de todos los hogares equipados con televisión y el 15 por ciento de los hogares que ven televisión sintonizaron el episodio. Fue visto por 17,48 millones de personas. La segunda parte recibió una calificación de 10, con una participación de 15. Posteriormente fue visto por 17,01 millones de personas. Fox promocionó la primera parte del episodio con el lema «¿Qué pasaría si pudieras descubrir la verdad viviendo dentro del cuerpo de otro hombre?». Promocionaron la segunda parte del episodio con la línea «¿Puede volver?».

### Reseñas
El episodio recibió críticas en su mayoría mixtas de los críticos, y muchos comentaron sobre la dependencia del humor del episodio. En una reseña de la primera parte, un crítico de Knight Ridder escribió: «A pesar de lo desorientador que tuvo que ser esta transferencia de cuerpo para Mulder, la experiencia brindó una televisión divertida. Y eso parece ser un problema para algunos fanáticos de X-Files. Sabiendo que la supervivencia de la población humana está en peligro por los planes de colonización de una feroz raza extraterrestre, un gran número de X-Philes quieren que el espectáculo se centre en los esfuerzos de nuestros héroes para acudir al rescate». La reseña del periódico de la segunda parte fue mucho más negativa, y el artículo decía «al final del último episodio de X-Files, deseamos poder presionar un botón de reinicio en “Dreamland II”, solo para olvidar algunas de las cosas tontas que ocurrieron en este programa». Robert Shearman y Lars Pearson, en su libro Wanting to Believe: A Critical Guide to The X-Files, Millennium & The Lone Gunmen, calificaron el episodio dos estrellas de cinco y notó que el episodio carecía de «estructura y punto». Paula Vitaris de Cinefantastique dio críticas mixtas a ambos episodios, otorgando a la primera parte dos estrellas y media de cuatro, y a la segunda parte dos estrellas. Vitaris no estaba contenta con la cantidad de comedia utilizada en el episodio y señaló que una vez que Mulder visitó la casa de Fletcher, «la comedia se vuelve amarga»: argumentó que los miembros de la familia de Fletcher eran ejemplos de caricaturas. A pesar de esto, elogió la escena que muestra el asesinato del empleado de la gasolinera, afirmando que «por un momento, este episodio realmente hace clic». Vitaris, en su reseña de la segunda parte, calificó el episodio como «puramente ilógico», aunque señaló que presentaba «diversión menor», señalando la escena en la que Scully atrapa a Fletcher esposándolo.
No todas las críticas fueron completamente negativas. Zack Handlen de The A.V. Club escribió positivamente sobre la primera parte del humor del episodio y le otorgó una B+. Handlen señaló que «el contexto de ver a los actores en los lugares equivocados» es «lo divertido del episodio». Sin embargo, criticó levemente el relleno del episodio, específicamente el papel de Nora Dunn como la esposa de Fletcher y el chiste del espejo Duck Soup, pero argumentó que «por cada parte que no juega en el episodio, hay tres que lo hacen». Emily VanDerWerff, también de The A.V. Club, le dio a la segunda mitad del episodio una B- y escribió: «Básicamente no tengo nada que agregar a lo que dijo Zack sobre el primer ”Dreamland” la semana pasada. “Dreamland II” es una hora de televisión bastante innecesaria, y no hay razón lógica de que estas dos partes no podrían haberse convertido en un episodio de una hora mucho más ajustado». Tom Kessenich, en su libro Examinations: An Unauthorized Look at Seasons 6–9 of the X-Files escribió que «mi juicio final sobre ”Dreamland” [primera parte] es que disfruté el valor de entretenimiento que presentó. Fue divertido y no soy de los que envidian un pequeño jugueteo de vez en cuando». Kessenich, sin embargo, notó que la segunda parte «se sintió tensa». La escritora de Den of Geek, Juliette Harrisson, sin embargo, vio el episodio de una manera más positiva y dijo: «La sexta temporada incluyó algunos episodios más excelentes solo relacionados periféricamente con el arco de la historia principal, [como] “Dreamland” partes uno y dos». Kerry Fall de DVD Journal escribió positivamente sobre los episodios y los describió juntos como «uno de los mejores episodios en años». Gareth Wigmore de TV Zone le dio a la primera parte del episodio una calificación de 8 sobre 10 y destacó la «fuerte narración de historias, el diálogo inteligente y la buena actuación». Earl Cressey de DVD Talk concluyó que las partes uno y dos de «Dreamland» se encontraban entre los «puntos destacados de la sexta temporada». Topless Robot nombró a «Dreamland» como el cuarto episodio más divertido de la serie.